# رالف رويس
رالف رويس (بالإنجليزية: Ralph Royce)‏ هو قائد عسكري أمريكي، ولد في 28 يونيو 1890 في ماركيت في الولايات المتحدة، وتوفي في 7 أغسطس 1965 في مقاطعة ميامي داد في الولايات المتحدة.